# Église Notre-Dame de Commes
L'église Notre-Dame est une église catholique située à Commes, en France.

## Localisation
L'église est située dans le département français du Calvados, dans le bourg de Commes.

## Historique
L'édifice est inscrit au titre des Monuments historiques depuis le 22 octobre 1926.